# Michail Semjonowitsch Woronzow

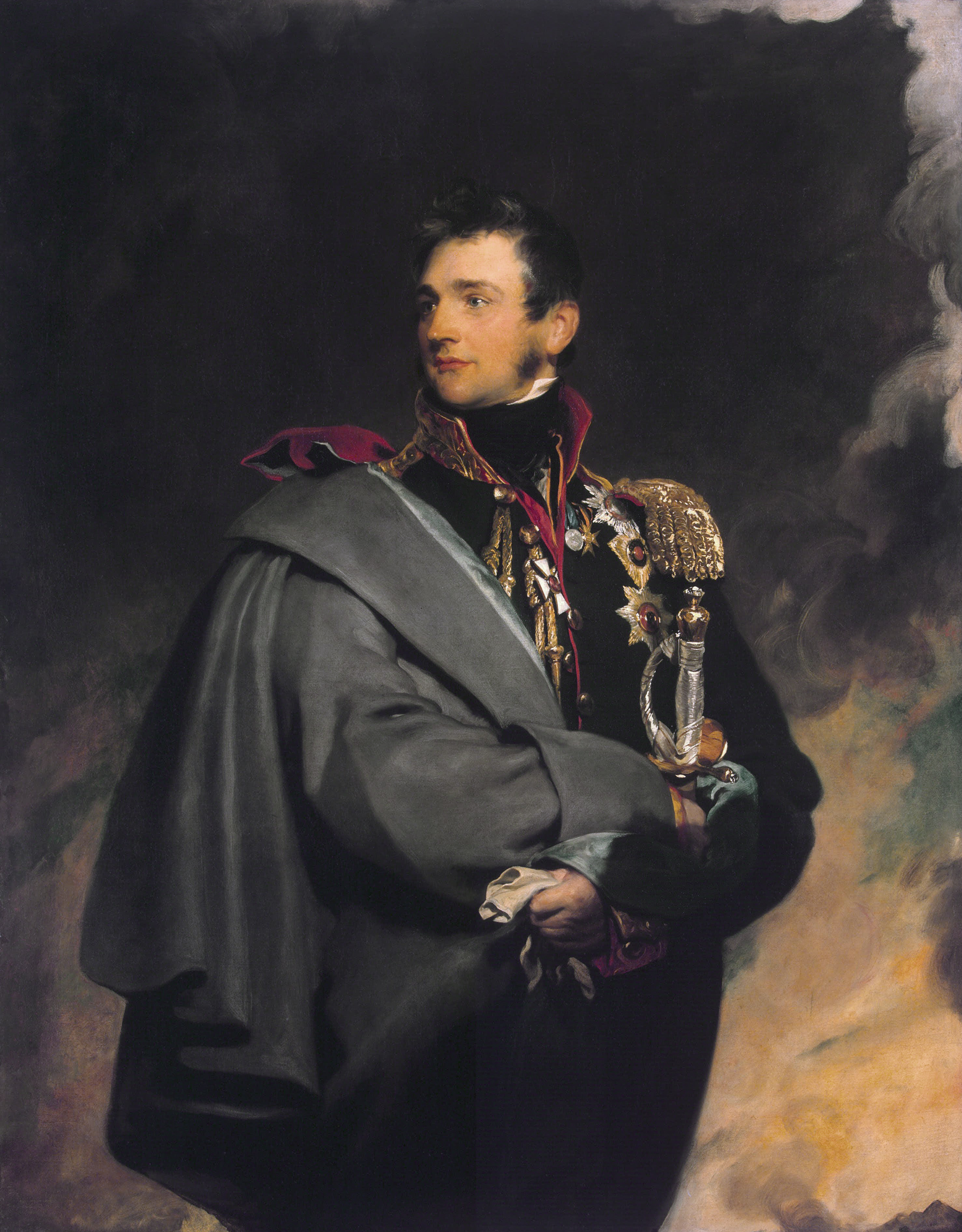
Fürst Michail Semjonowitsch Woronzow

Fürst Michail Semjonowitsch Woronzow (russisch Михаил Семёнович Воронцов, wiss. Transliteration Michail Semënovič Voroncov; * 19. Maijul. / 30. Mai 1782greg. in Sankt Petersburg; † 6. Novemberjul. / 18. November 1856greg. in Odessa) war ein russischer Generalfeldmarschall und Politiker. Er war Generalgouverneur von Neurussland und Bessarabien sowie Vizekönig des Kaukasus. Er verfocht liberale Ideen, modernisierte Südrussland und den Südkaukasus.

## Leben

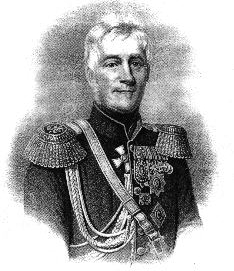
Fürst Michail Semjonowitsch Woronzow

Michail Semjonowitsch Woronzow entstammte dem einflussreichen russischen Adelsgeschlecht Woronzow. Er war der Sohn von Semjon Romanowitsch Woronzow (1744–1832) und Jekaterina Alexejewna Senjawina (1761–1784). Woronzow verbrachte seine Kindheit und Jugend in Venedig und England, wo sein Vater Russland als Diplomat vertrat. Dort erhielt er eine breite Erziehung, zu der Geistes- und Naturwissenschaften genauso gehörten wie der Besuch des englischen Parlaments und von Fabriken. 
Weil der Vater auch in Russland mit einer bürgerlichen Revolution und Abschaffung der Adelsvorrechte rechnete, musste der Sohn darüber hinaus einen Handwerksberuf erlernen. 1801 kehrte Woronzow nach Russland zurück. Nach einem Jahr als Leutnant bei der Leibgarde des Preobraschenskij-Regiments, diente er bei der russischen Armee im Kaukasus, focht in Pommern gegen die Schweden, an der Donau und bei Ruschtschuk gegen die Türken. 1805 wurde er Major, 1807 Oberst, 1810 Generalmajor. 
Zu Beginn des Vaterländischen Krieges von 1812 kämpfte Woronzow bei der Armee des Fürsten Bagration und nahm an der Schlacht um Smolensk teil. Während der Schlacht von Borodino befehligte er die 2. Grenadier-Division und verteidigte bei Schewardino die Schanzen gegen die französische Armee. Trotz enormer Verluste hielt seine Division die anvertrauten Stellungen bis zuletzt, Graf Woronzow selbst erhielt im Nahkampf eine Bajonettwunde und musste das Schlachtfeld verlassen. Er ließ seine Wunde verbinden und begab sich zur Ausheilung auf sein Gut Andrjewskoje im Bezirk Pokrowski, wo er sich zunächst dagegen weigerte, sein Haus zu räumen, um die Verwundeten aufzunehmen. Kaum erholt, kehrte er in den Armeedienst zurück und wurde zur Armee Tschitschagow versetzt.
Während des Waffenstillstands (Sommer 1813) wurde er zur Nordarmee versetzt; nach der Wiederaufnahme der Feindseligkeiten kämpften seine Truppen in der Schlacht bei Dennewitz und zeichneten sich auch in der Völkerschlacht bei Leipzig aus. In der Kampagne von 1814 standen seine Truppen zusammen mit den Korps der Generale Sacken und Langeron bei der Armee des preußischen Feldmarschall Blücher und bewährten sich in der Schlacht bei Craonne gegen Napoleon. Am 23. Februar 1814 wurde Graf Woronzow mit dem St. Georgsorden 2. Klasse ausgezeichnet.

In den Jahren 1815 bis 1818 kommandierte Woronzow das Russische Besatzungskorps in Frankreich. Im Korps wurde ein bestimmtes Regelwerk eingeführt, das von Woronzow persönlich ausgearbeitet wurde und die Anwendung körperlicher Züchtigung an Soldaten einschränkte. Vor dem Abzug des Besatzungskorps sammelte Woronzow Informationen über die Schulden der Offiziere und Soldaten und bezahlte alle in Höhe von 1,5 Millionen Rubel aus eigenen Mitteln. 1818 vertrat Woronzow Russland auf dem Aachener Kongress mit. 1820 zurück in Moskau schloss sich Woronzow der liberalen Bewegung Russlands an. Bereits als Offizier hatte er eine Denkschrift zur menschenwürdigen Behandlung der unteren Ränge verfasst. Nun schlug er Kaiser Alexander I. eine Gesellschaft zur Befreiung der Leibeigenen vor. Dieser lehnte das ab.

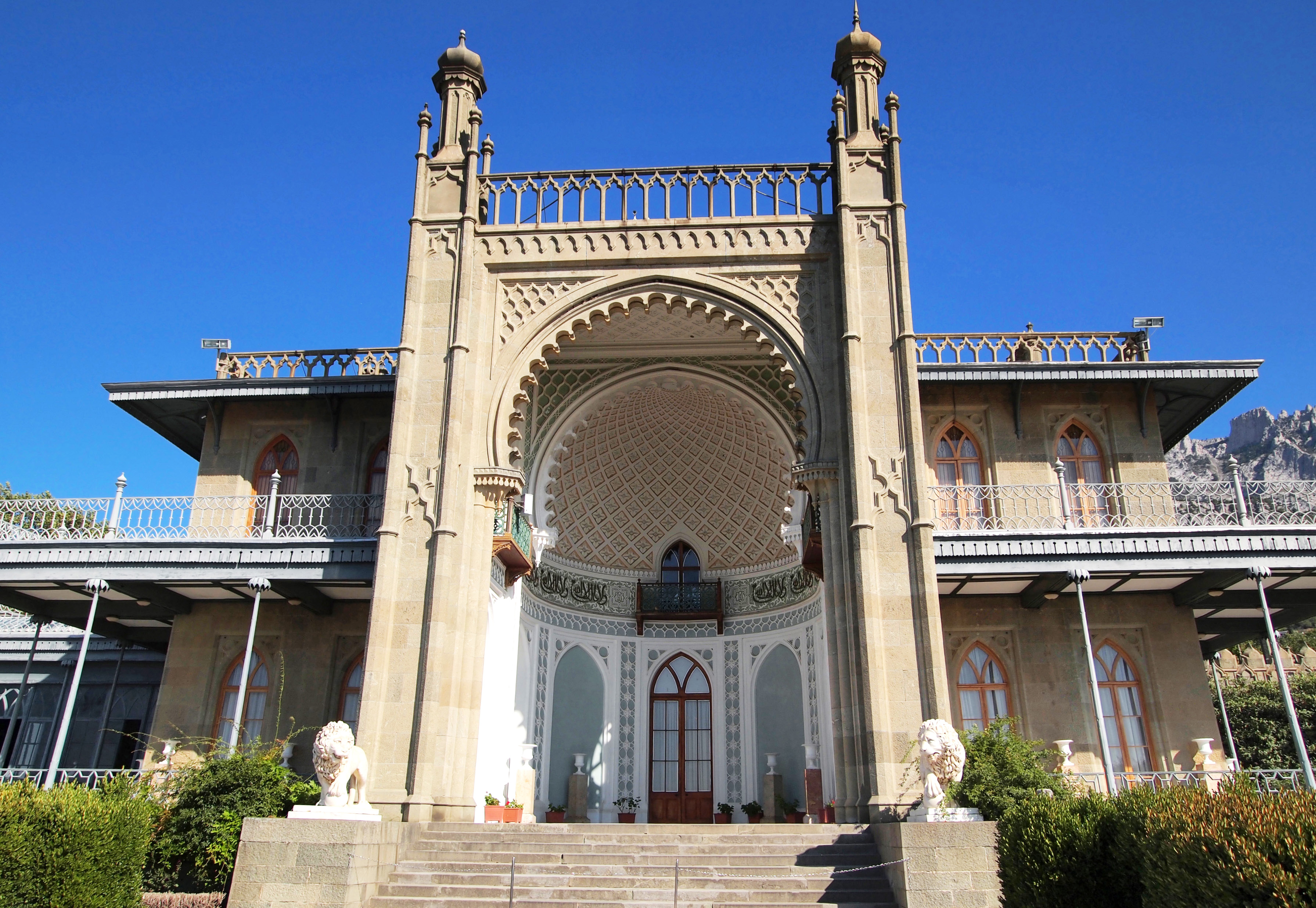
Woronzows Schloss in Alupka auf der Krim

1823 wurde Woronzow Generalgouverneur von Noworossia und Bessarabien, nahm den Verwaltungssitz in Odessa und eine Privatresidenz bei Alupka auf der Krim. Er erwarb sich große Verdienste bei der Entwicklung Odessas zu einer modernen Hafenstadt, engagierte westeuropäische Ingenieure und Ärzte und schob städtebauliche Projekte an. Er gründete ein Theater, eine öffentliche Bibliothek, ein Lyzeum, ein Institut für orientalische Sprachen und verschiedene wissenschaftliche Gesellschaften, protegierte englische und französische Lokalzeitungen.
Unter seiner Herrschaft wuchs die Bevölkerung des russischen Südens, weil es bekannt war, dass er entflohene Leibeigene nicht verfolgte. Flüchtlinge fanden schnell Arbeit in der expandierenden Wirtschaft der Hafenstädte am Schwarzen Meer. Zwischen 1823 und 1849 verdoppelte sich die Bevölkerung Odessas. Der russische Dichter Alexander Puschkin, dem Woronzow wohlgesinnt war, lobte die Freiheit in der Stadt, in die er 1823/24 verbannt war.

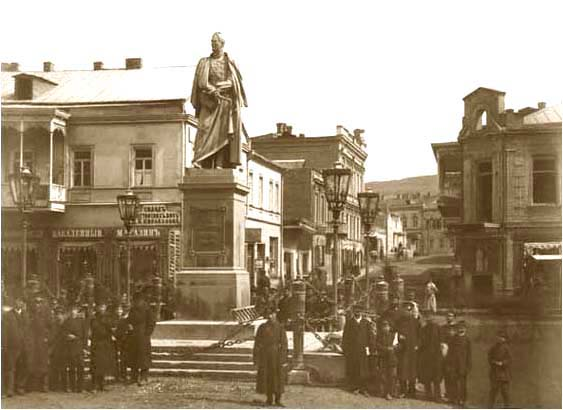
Woronzow-Denkmal in Tiflis, Georgien, 1890

1844 wurde Woronzow zum Vizekönig des Kaukasus ernannt und erhielt den Fürstentitel. Trotz vorangeschrittenen Alters erwarb er sich auch im Südkaukasus Verdienste um die Entwicklung der Kultur, des Handels, der Industrie und des Verkehrswesens, wobei er jedoch im Kampf gegen die Tschetschenen und Awaren Rückschläge hinnehmen musste. So wurde ein von ihm entsandtes Heer 1845 der Tschetschenen und Awaren um Imam Schamil abgewehrt. Woronzows Feldzugkanzlei leitete sein Mitarbeiter Alexander Freiherr von Nicolay aus seiner Zeit als Generalgouverneur von Neurussland und Bessarabien. Im Gegensatz zu seinen militärischen Maßnahmen war jedoch die von ihm eingeleitete infrastrukturelle Weiterentwicklung der Kaukasusregion erfolgreich. 1848 verpflichtete er den Italiener Giovanni Scudieri als Chefarchitekten von Tiflis. Im selben Jahr gründete er in Tiflis das erste Theater in Transkaukasien, 1846 die erste öffentliche Bibliothek. Auf ihn gehen unzählige Bildungsinstitutionen und Gelehrtengesellschaften zurück, darunter die erste Zeitschrift in georgischer Sprache Ziskari, das Ethnographische Museum und eine Filiale der Kaiserlich-Russischen Geografischen Gesellschaft. Sein Palast (heute Jugendpalast) ist bis heute ein Schmuckstück im Zentrum der georgischen Hauptstadt.
Woronzows Ziel war es, die von ihm verwalteten Gebiete an Europa heranzuführen, für eine aufgeklärte Bildung zu sorgen, privates Kapital zu schaffen und private Investitionen zur Ausbeutung der Bodenschätze in den Regionen anzuregen. Dies trug indirekt auch zur Niederschlagung des tschetschenischen Widerstandes im Jahr 1859 bei. 1855 trat Woronzow in den Ruhestand. Seit 1827 war er Ehrenmitglied der Russischen Akademie der Wissenschaften in Sankt Petersburg. 1856 wurde er von Alexander II. zum Feldmarschall ernannt. Im gleichen Jahr starb er in Odessa und wurde dort beerdigt.

## Familie
Michail Semjonowitsch Woronzow war mit Jelisaweta Xawerjewna Woronzowa, der Großnichte des Fürsten Grigori Alexandrowitsch Potjomkin verheiratet. Aus der Ehe gingen sechs Kinder hervor, darunter Semjon Michailowitsch Woronzow (1823–1882) und Sofja Michailowna Woronzowa (1825–1879).

## Auszeichnungen

### Russische
- St.-Anna-Orden 3. Klasse (27. Februar 1804)
- Orden des Hl. Wladimir, 4. Klasse mit Bogen (1804)
- St.- Georgs-Orden, 4. Klasse (28. August 1804)
- Orden des Hl. Wladimir, 3. Klasse. (18. September 1810)
- St-Anna-Orden, 1. Klasse (14. November 1810)
- Goldenes Schwert "Für Tapferkeit" mit Diamanten (24. September 1811)
- Orden des Hl. Wladimir, 2. Klasse (16. Februar 1812)
- Diamantzeichen des St-Anna-Ordens (26. August 1812)
- St. Georgsorden 3. Klasse (10. März 1812)
- Orden des Hl. Alexander Newski (8. Oktober 1813)
- St. Georgsorden 2. Klasse (23. Februar 1814)
- Orden des Hl Wladimir, 1. Klasse (13. Oktober 1818)
- Medaille "Für die Einnahme von Paris" (1826)
- Medaille" Für den Türkenkrieg" (1. Januar 1829)
- Orden des Heiligen Andreas des Erstberufenen (22. September 1829)
- Diamantzeichen für den Orden des Heiligen Andreas des Ersberufenem (30. August 1834)
- Goldmedaille "Für das Ende der Pest in Odessa" (1838)
- Ehrenzeichen für Jahre tadellosen Dienst (22. August 1839)
- Porträt von Kaiser Nicolaus I. zum Tragen (6. Dezember 1848)

### Internationale
- Preußischer Orden vom Roten Adler (1813)
- Schwedischer Schwertorden, Großkreuz (1813)
- Österreichischer Militär-Maria Theresia-Orden, Ritterkommandant (1814)
- Hessen-Kassel-Orden für Militärische Verdienste (1814)
- Österreichischer Königlich-Ungarischer St.-Stephans Orden, Ritterkommandant (1816)
- Französischer Orden von St.Louis 1. Klasse (1818)
- Order of the Bath, Großkreuzritter (1818)
- Hannoveraner Königlicher Welfenorden, Großkreuz (1820)
- Sardischer Orden des Heiligen Mauritius und Lazarus, Großkreuz (1834)
- Preußischer Orden des Schwarzen Adler (1838)
- Österreichischer Königlich-Ungarischer St.-Stephans Orden, Großkreuz (1840)
- Schwedischer Orden der Seraphim (5. August 1842)
- Griechischer Erlöserorden, Großkreuz (1. Juli 1843)
- Osmanischer Ruhmesorden mit Diamanten (1845)

## Werke
- Michail Sergeevič Voroncov: Vypiski iz dnevnika svetlejšago knjazja M. S. Voroncova s 1845 po 1854 g., Sankt Petersburg 1902